# New Art Riot
New Art Riot é um EP e o primeiro trabalho da banda galesa de rock Manic Street Preachers, lançado em junho de 1990. O registro, lançado fisicamente com mil cópias limitadas, tem seu som influenciado por uma das principais referências do grupo, o The Clash.
A Melody Maker qualificou o EP como o single da semana. Com os anos, o registro foi lançado digitalmente.

## Faixas
Todas as letras escritas por Nicky Wire e Richey Edwards, todas as músicas compostas por James Dean Bradfield e Sean Moore.
| Lado A: Here |                 |         |  |
| N.º          | Título          | Duração |  |
| 1.           | "New Art Riot"  | 3:10    |  |
| 2.           | "Strip It Down" | 2:26    |  |

| Lado B: There |                          |         |  |
| N.º           | Título                   | Duração |  |
| 1.            | "Last Exit on Yesterday" | 2:41    |  |
| 2.            | "Teenage 20/20"          | 3:01    |  |

## Ficha técnica
- James Dean Bradfield – vocais, guitarra
- Sean Moore – bateria
- Nicky Wire – baixo
- Richey Edwards - guitarra